# Дъбовец
Дъбовец е село в Южна България. То се намира в община Любимец, област Хасково.

## География
Село Дъбовец се намира в планински район в Източните Родопи, на 30 км от гр. Любимец и на 33 км от гр. Ивайловград. Селото се намира на живописно място, обградено от всички страни от хълмове. Отдалечено е на около 4 – 5 км от горната част на язовир Ивайловград. Край от селото тече маловодна река има и няколко микроязовира.

## История
До 1934 година селото се нарича Хамзач. Според легендите така се е наричал стар турски чифлик, който е бил на мястото където по-късно се обособява селото.
През 20-те години на миналия век (най-вероятно 1925 – 1926, според други източници 1918 – 1923) в него се заселват български бежанци от Беломорска Тракия от Дедеагач, с. Домуздере и др., както и от с. Караклисе, Димотишка околия. Има преселници и от Мала Азия. Бежанците от Караклисе създават в селото две махали, а малоазийските българи се обособяват също в своя отделна махала.